# Honda Indy 200 2008
Honda Indy 200 2008 var ett race som var den trettonde deltävlingen i IndyCar Series 2008. Racet kördes den 20 juli på Mid-Ohio Sports Car Course. Ryan Briscoe tog sin andra seger i IndyCar, efter att ha fått position på banan tidigt tack vare ett bra strategiskt drag att byta till torrdäck tidigt. Hélio Castroneves säkrade att Team Penske fick en dubbelseger, och kunde ta in ett antal poäng på mästerskapsledaren Scott Dixon. Dock gjorde Dixon ett stabilt race, men kunde inte komma förbi Castroneves mot slutet av tävlingen. 

## Slutresultat
| Plats | Förare            | Team                      | Grid | Kvaltid  |
| ----- | ----------------- | ------------------------- | ---- | -------- |
| 1     | Ryan Briscoe      | Team Penske               | 2    | 1.07,265 |
| 2     | Hélio Castroneves | Team Penske               | 1    | 1.07,248 |
| 3     | Scott Dixon       | Chip Ganassi Racing       | 6    | 1.07,593 |
| 4     | Will Power        | KV Racing Technology      | 12   | 1.08,067 |
| 5     | Oriol Servià      | KV Racing Technology      | 8    | 1.07,844 |
| 6     | Vitor Meira       | Panther Racing            | 11   | 1.08,003 |
| 7     | Tony Kanaan       | Andretti Green Racing     | 5    | 1.07,575 |
| 8     | Darren Manning    | A.J. Foyt Enterprises     | 21   | 1.09,156 |
| 9     | Hideki Mutoh      | Andretti Green Racing     | 10   | 1.07,903 |
| 10    | Ryan Hunter-Reay  | Rahal Letterman Racing    | 15   | 1.08,344 |
| 11    | Justin Wilson     | Newman/Haas Racing        | 4    | 1.07,544 |
| 12    | Danica Patrick    | Andretti Green Racing     | 20   | 1.08,360 |
| 13    | Bruno Junqueira   | Dale Coyne Racing         | 9    | 1.07,868 |
| 14    | Jaime Câmara      | Conquest Racing           | 25   | 1.10,511 |
| 15    | Ed Carpenter      | Vision Racing             | 22   | 1.09,031 |
| 16    | Graham Rahal      | Newman/Haas Racing        | 14   | 1.08,045 |
| 17    | Dan Wheldon       | Chip Ganassi Racing       | 13   | 1.08,337 |
| 18    | A.J. Foyt IV      | Vision Racing             | 23   | 1.09,360 |
| 19    | Mario Domínguez   | Pacific Coast Motorsports | 16   | 1.08,074 |
| 20    | Buddy Rice        | Dreyer & Reinbold Racing  | 7    | 1.07,555 |
| 21    | Marty Roth        | Roth Racing               | 24   | 1.10,914 |
| 22    | Ernesto Viso      | HVM Racing                | 17   | 1.08,466 |
| 23    | Milka Duno        | Dreyer & Reinbold Racing  | 26   | 1.12,270 |
| 24    | Mário Moraes      | Dale Coyne Racing         | 19   | 1.08,558 |
| 25    | Marco Andretti    | Andretti Green Racing     | 3    | 1.07,410 |
| 26    | Enrique Bernoldi  | Conquest Racing           | 18   | 1.08,264 |